# Poznań Porsche Open 2008
Il Poznań Porsche Open 2008 è stato un torneo di tennis facente parte della categoria ATP Challenger Series nell'ambito dell'ATP Challenger Series 2008. Il torneo si è giocato a Poznań in Polonia dal 21 al 27 luglio 2008 su campi in terra rossa e aveva un montepremi di €85 000+H.

## Vincitori

### Singolare
Nicolas Devilder ha battuto in finale  Björn Phau con il punteggio di 7–5, 6–0

### Doppio
Johan Brunström /  Jean-Julien Rojer hanno battuto in finale  Santiago Giraldo /  Alberto Martín con il punteggio di 4–6, 6–0, [10–6]